# Zdeněk Sýkora

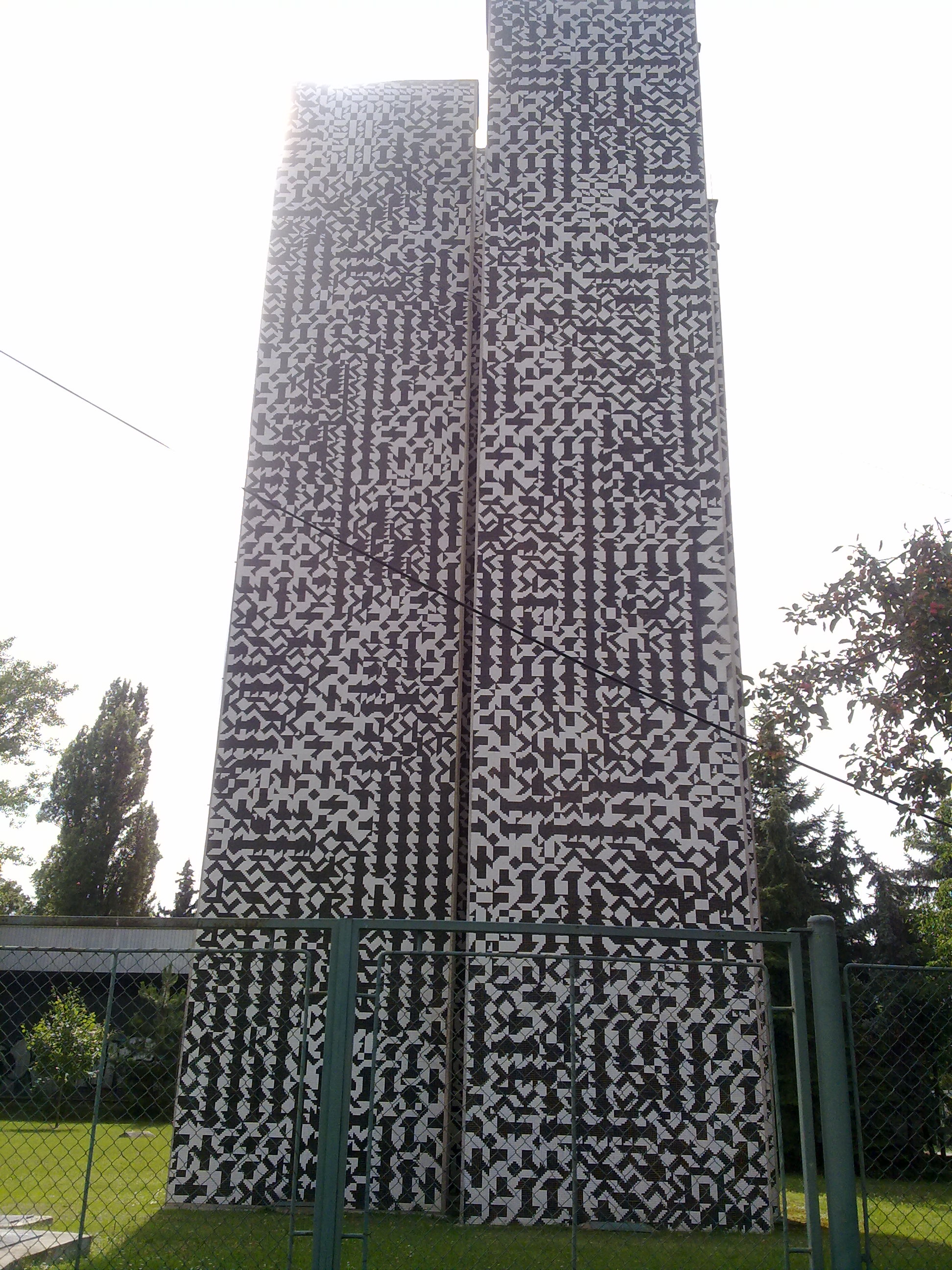
Torre de ventilación en el túnel de Letná en Praga, decorada por Sýkora

Zdeněk Sýkora (Louny, 3 de febrero de 1920 – Louny, 12 de julio de 2011) fue un pintor y escultor abstracto y modernista checoslovaco. Influenciado por el cubismo y el surrealismo de los 60, se convirtió en el primer artista en utilizar los ordenadores para crear pinturas geométricas abstractas.

## Biografía
Sýkora nació y falleció en Louny, Checoslovaquia. Su estilo pasó de la pintura de paisaje en el década de los 40 a estructuras abstractas y geométricas en la década de los 50. Durante la ocupación soviética de Checoslovaquia, Sýkora se le prohibió exhibir sus obras y tan solo se pudieron ver algunas a finales de los 60 en algunos edificios públicos.
Durante este periodo, el artista pasó mucho tiempo trabajando en Praga.
El estilo de Sýkora finalmente se convirtió en un sistema menos estricto de pinturas lineales con líneas de color que se movían a través de grandes lienzos en direcciones aleatorias. 
También en la década de los 60, Sýkora fue miembro del grupo Skupina Křižovatka. Mientras que en estos grupos, creó sus primeras estructuras y realizaciones de arquitectura en el barrio de Letná en la Calle Jindřišská. En 1985, comenzó a confeccionar sus pinturas junto a su mujer, Lenka Sýkora. Sus creaciones más recientes en la arquitectura fueron en el edificio de operaciones de vuelo en Jeneč. Sýkora pudo hacer una retrospectiva en 1995, 25 años después de haber realizado la primera, que se pudo ver en la Galería Špála en 1970. Sykora estuvo activo hasta su muerte a los 91 años.
Las pinturas de Sýkora se pueden ver en galerías como Centre Georges Pompidou y el MUMOK de Viena.

## Premios
- Premio Vladimír Boudnik  – 2008 – República Checa
- Orden de las Artes y las Letras – Francia
- Herbert-Boeckl-Preis – Austria